# Spermophagus altaicus
Spermophagus altaicus là một loài bọ cánh cứng trong họ Bruchidae. Loài này được Karapetyan miêu tả khoa học năm 1973.